# Società Sportiva Lanerossi Vicenza 1978-1979
Questa voce raccoglie le informazioni riguardanti la Società Sportiva Lanerossi Vicenza nelle competizioni ufficiali della stagione 1978-1979.

## Stagione
La stagione 1978-79 si concluse con un'inaspettata retrocessione del Lanerossi Vicenza in Serie B, a un anno esatto dalla conquista del secondo posto. La squadra, già fattasi notare durante il calciomercato per il riscatto di Paolo Rossi ottenuto alle buste (operazione che provocò un grave buco nelle casse della società essendo stati sborsati 2.612 milioni), si classificò a pari merito con Atalanta e Bologna, avendo totalizzato 24 punti e retrocesse insieme ai bergamaschi a causa della peggiore differenza reti rispetto ai petroniani. Nella Coppa Italia prima del campionato il L.R. Vicenza ha disputato il secondo girone di qualificazione, che ha promosso la Lazio ai quarti della manifestazione. In Coppa UEFA la squadra berica fu eliminata al primo turno nei trentaduesimi di finale dai Cecoslovacchi dal Dukla Praga.

## Divise

Una formazione berica in campo con la classica divisa biancorossa

| Prima divisa |

## Organigramma societario
Area direttiva
- Presidente: Giuseppe Farina
- Segretario: Gianni Gianotti

Area tecnica
- Direttore sportivo: Tito Corsi
- Allenatore: Giovan Battista Fabbri
- Allenatore in seconda: Giulio Savoini

Area sanitaria
- Medici sociali: Francesco Binda
- Massaggiatori: Vasco Casetto

## Rosa
| N. |                   | Ruolo | Calciatore          |
| -- | ----------------- | ----- | ------------------- |
|    | Italia (bandiera) | P     | Ernesto Galli       |
|    | Italia (bandiera) | P     | Massimo Bianchi     |
|    | Italia (bandiera) | D     | Felice Secondini    |
|    | Italia (bandiera) | D     | Vito Callioni       |
|    | Italia (bandiera) | D     | Giorgio Carrera     |
|    | Italia (bandiera) | D     | Valeriano Prestanti |
|    | Italia (bandiera) | D     | Luciano Miani       |
|    | Italia (bandiera) | D     | Luciano Marangon    |
|    | Italia (bandiera) | D     | Giovanni Simonato   |
|    | Italia (bandiera) | D     | Roberto Bombardi    |
|    | Italia (bandiera) | D     | Luigino Dal Prà     |
|    | Italia (bandiera) | D     | Gianni Bottaro      |

| N. |                   | Ruolo | Calciatore                |
| -- | ----------------- | ----- | ------------------------- |
|    | Italia (bandiera) | C     | Renato Faloppa (Capitano) |
|    | Italia (bandiera) | C     | Franco Cerilli            |
|    | Italia (bandiera) | C     | Paolo Rosi                |
|    | Italia (bandiera) | C     | Nicola Zanone             |
|    | Italia (bandiera) | C     | Enzo Mocellin             |
|    | Italia (bandiera) | C     | Patrizio Bonafè           |
|    | Italia (bandiera) | C     | Mario Guidetti            |
|    | Italia (bandiera) | C     | Giancarlo Salvi           |
|    | Italia (bandiera) | C     | Giorgio Roselli           |
|    | Italia (bandiera) | A     | Massimo Briaschi          |
|    | Italia (bandiera) | A     | Paolo Rossi               |
|    | Italia (bandiera) | A     | Aldo Rossi                |

## Risultati

### Serie A

#### Andata
| Arbitro: | Longhi (Roma) |

|                         |           |  |
| Bagni 14’ Dal Fiume 88’ | Marcatori |  |

| Arbitro: | Reggiani (Bologna) |

|                                   |           |  |
| Prestanti 53’ Guidetti 56’ (rig.) | Marcatori |  |

| Arbitro: | Pieri (Genova) |

|                                                    |           |                          |
| Bordon 17’, 50’ Vincenzi 35’, 58’ Galli 81’ (aut.) | Marcatori | 32’ Faloppa 52’ Guidetti |

| Vicenza 22 ottobre 1978 4ª giornata | Lanerossi Vicenza | 0 – 0 | Napoli | Stadio Romeo Menti\| Arbitro: \| Lattanzi (Roma) \| |
| Arbitro:                            | Lattanzi (Roma)   |       |        |                                                     |

| Arbitro: | Prati (Parma) |

|                                               |           |                                    |
| Giordano 3’, 21’, 87’ (rig.) Garlaschelli 47’ | Marcatori | 18’ (rig.), 41’ Rossi 40’ Guidetti |

| Vicenza 5 novembre 1978 6ª giornata | Lanerossi Vicenza | 0 – 0 | Verona | Stadio Romeo Menti\| Arbitro: \| Redini (Pisa) \| |
| Arbitro:                            | Redini (Pisa)     |       |        |                                                   |

| Arbitro: | Mattei (Macerata) |

|                                   |           |  |
| Pulici 15’ Graziani 46’, 62’, 86’ | Marcatori |  |

| Arbitro: | Menicucci (Firenze) |

|                        |           |                                     |
| Rossi 45’ Guidetti 89’ | Marcatori | 8’ A. Maldera 65’ Bigon 80’ Boldini |

| Arbitro: | Pieri (Genova) |

|          |           |  |
| Rossi 8’ | Marcatori |  |

| Firenze 3 dicembre 1978 10ª giornata | Fiorentina       | 0 – 0 | Lanerossi Vicenza | Stadio Comunale\| Arbitro: \| Benedetti (Roma) \| |
| Arbitro:                             | Benedetti (Roma) |       |                   |                                                   |

| Arbitro: | Paparesta (Bari) |

|               |           |              |
| Rossi 3’, 89’ | Marcatori | 68’ De Ponti |

| Milano 17 dicembre 1978 12ª giornata | Inter            | 0 – 0 | Lanerossi Vicenza | Stadio San Siro\| Arbitro: \| D'Elia (Salerno) \| |
| Arbitro:                             | D'Elia (Salerno) |       |                   |                                                   |

| Arbitro: | Tonolini (Milano) |

|           |           |              |
| Rossi 19’ | Marcatori | 23’ Anastasi |

| Arbitro: | Reggiani (Bologna) |

|              |           |                        |
| Tardelli 53’ | Marcatori | 30’ Marangon 81’ Rossi |

| Arbitro: | Lattanzi (Roma) |

|           |           |                |
| Rossi 75’ | Marcatori | 15’ Marocchino |

#### Girone di ritorno
| Arbitro: | Benedetti (Roma) |

|           |           |           |
| Rossi 14’ | Marcatori | 25’ Bagni |

| Arbitro: | Menegali (Roma) |

|                  |           |  |
| Palanca 30’, 89’ | Marcatori |  |

| Arbitro: | Mattei (Macerata) |

|                      |           |                              |
| Cerilli 8’ Rossi 32’ | Marcatori | 56’ Mastalli 80’ (aut.) Rosi |

| Arbitro: | Lo Bello (Siracusa) |

|                         |           |                         |
| Bruscolotti 32’ Pin 72’ | Marcatori | 59’ Rossi 85’ Prestanti |

| Arbitro: | Bergamo (Livorno) |

|                                    |           |              |
| Rosi 5’, 90’ Rossi 75’ (rig.), 84’ | Marcatori | 28’ Giordano |

| Verona 11 marzo 1979 21ª giornata | Verona          | 0 – 0 | Lanerossi Vicenza | Stadio Marcantonio Bentegodi\| Arbitro: \| Mascia (Milano) \| |
| Arbitro:                          | Mascia (Milano) |       |                   |                                                               |

| Arbitro: | Benedetti (Roma) |

|                      |           |                        |
| Rosi 24’ Cerilli 50’ | Marcatori | 59’ Graziani 78’ Iorio |

| Milano 25 marzo 1979 23ª giornata | Milan         | 0 – 0 | Lanerossi Vicenza | Stadio San Siro\| Arbitro: \| Longhi (Roma) \| |
| Arbitro:                          | Longhi (Roma) |       |                   |                                                |

| Arbitro: | D'Elia (Salerno) |

|                              |           |  |
| Pruzzo 10’ Ugolotti 19’, 37’ | Marcatori |  |

| Arbitro: | Ciulli (Roma) |

|  |           |               |
|  | Marcatori | 82’ Venturini |

| Arbitro: | Bergamo (Livorno) |

|                            |           |           |
| Carrera 36’ Marco Piga 83’ | Marcatori | 53’ Rossi |

| Arbitro: | Michelotti (Parma) |

|  |           |            |
|  | Marcatori | 51’ Oriali |

| Ascoli Piceno 29 aprile 1979 28ª giornata | Ascoli              | 0 – 0 | Lanerossi Vicenza | Stadio Cino e Lillo Del Duca\| Arbitro: \| Lo Bello (Siracusa) \| |
| Arbitro:                                  | Lo Bello (Siracusa) |       |                   |                                                                   |

| Arbitro: | Pieri (Genova) |

|           |           |             |
| Zanone 4’ | Marcatori | 66’ Benetti |

| Arbitro: | Menicucci (Firenze) |

|                      |           |  |
| Mastropasqua 7’, 81’ | Marcatori |  |

### Coppa Italia

#### Secondo Girone
| Arbitro: | Simini (Torino) |

|                |           |                       |
| Bellinazzi 82’ | Marcatori | 16’, 64’ (rig.) Rossi |

| 30 agosto 1978 2ª giornata |  | – Turno riposo L.R. Vicenza |  |  |

| Arbitro: | D'Elia (Salerno) |

|               |           |              |
| Prestanti 21’ | Marcatori | 78’ Mastalli |

| Arbitro: | Lo Bello (Siracusa) |

|              |           |  |
| Guidetti 29’ | Marcatori |  |

| Arbitro: | Michelotti (Parma) |

|                 |           |  |
| Manfredonia 88’ | Marcatori |  |

### Coppa UEFA

#### Trentaduesimi di finale
| Arbitro: | Beck |

|           |           |  |
| Nehoda 6’ | Marcatori |  |

| Arbitro: | Einbeck |

|              |           |              |
| Briaschi 14’ | Marcatori | 50’ Gajdůsek |

## Statistiche

### Statistiche di squadra
| Competizione | Punti | In casa | In casa | In casa | In casa | In casa | In casa | In trasferta | In trasferta | In trasferta | In trasferta | In trasferta | In trasferta | Totale | Totale | Totale | Totale | Totale | Totale | DR  |
| Competizione | Punti | G       | V       | N       | P       | Gf      | Gs      | G            | V            | N            | P            | Gf           | Gs           | G      | V      | N      | P      | Gf     | Gs     | DR  |
| ------------ | ----- | ------- | ------- | ------- | ------- | ------- | ------- | ------------ | ------------ | ------------ | ------------ | ------------ | ------------ | ------ | ------ | ------ | ------ | ------ | ------ | --- |
| Serie A      | 24    | 15      | 4       | 8       | 3       | 19      | 15      | 15           | 1            | 6            | 8            | 10           | 27           | 30     | 5      | 14     | 11     | 29     | 42     | -13 |
| Coppa Italia | -     | 2       | 1       | 1       | 0       | 2       | 1       | 2            | 1            | 0            | 1            | 2            | 2            | 4      | 2      | 1      | 1      | 4      | 3      | +1  |
| Coppa UEFA   | -     | 1       | 0       | 1       | 0       | 1       | 1       | 2            | 0            | 0            | 1            | 0            | 1            | 2      | 0      | 1      | 1      | 1      | 2      | -1  |
| Totale       | -     | 18      | 5       | 10      | 3       | 22      | 17      | 18           | 2            | 6            | 10           | 12           | 30           | 36     | 7      | 16     | 13     | 34     | 47     | -13 |

### Statistiche dei giocatori[4]
| Giocatore     | Serie A  | Serie A | Serie A     | Serie A    | Coppa Italia | Coppa Italia | Coppa Italia | Coppa Italia | Coppa UEFA | Coppa UEFA | Coppa UEFA  | Coppa UEFA | Totale   | Totale | Totale      | Totale     |
| Giocatore     | Presenze | Reti    | Ammonizioni | Espulsioni | Presenze     | Reti         | Ammonizioni  | Espulsioni   | Presenze   | Reti       | Ammonizioni | Espulsioni | Presenze | Reti   | Ammonizioni | Espulsioni |
| ------------- | -------- | ------- | ----------- | ---------- | ------------ | ------------ | ------------ | ------------ | ---------- | ---------- | ----------- | ---------- | -------- | ------ | ----------- | ---------- |
| P. Bonafè     | 5        | 0       | ?           | ?          | -            | -            | -            | -            | -          | -          | -           | -          | 5        | 0      | 0+          | 0+         |
| G. Bottaro    | -        | -       | -           | -          | 1            | 0            | ?            | ?            | -          | -          | -           | -          | 1        | 0      | 0+          | 0+         |
| M. Briaschi   | 18       | 0       | ?           | ?          | 4            | 0            | ?            | ?            | 1          | 1          | ?           | ?          | 23       | 1      | ?           | ?          |
| V. Callioni   | 19       | 0       | ?           | ?          | 4            | 0            | ?            | ?            | 2          | 0          | ?           | ?          | 25       | 0      | ?           | ?          |
| G. Carrera    | 9        | 0       | ?           | ?          | -            | -            | -            | -            | -          | -          | -           | -          | 9        | 0      | 0+          | 0+         |
| F. Cerilli    | 27       | 2       | ?           | ?          | 4            | 0            | ?            | ?            | 2          | 0          | ?           | ?          | 33       | 2      | ?           | ?          |
| L. Dal Prà    | 1        | 0       | ?           | ?          | -            | -            | -            | -            | -          | -          | -           | -          | 1        | 0      | 0+          | 0+         |
| R. Faloppa    | 28       | 1       | ?           | ?          | 4            | 0            | ?            | ?            | 2          | 0          | ?           | ?          | 34       | 1      | ?           | ?          |
| E. Galli      | 30       | -42     | ?           | ?          | 4            | -3           | ?            | ?            | 2          | -2         | ?           | ?          | 36       | -47    | ?           | ?          |
| M. Guidetti   | 27       | 4       | ?           | ?          | 4            | 0            | ?            | ?            | 2          | 0          | ?           | ?          | 33       | 4      | ?           | ?          |
| L. Marangon   | 24       | 1       | ?           | ?          | 4            | 0            | ?            | ?            | 2          | 0          | ?           | ?          | 30       | 1      | ?           | ?          |
| L. Miani      | 21       | 0       | ?           | ?          | -            | -            | -            | -            | 1          | 0          | ?           | ?          | 22       | 0      | 0+          | 0+         |
| E. Mocellin   | 1        | 0       | ?           | ?          | 1            | 0            | ?            | ?            | 1          | 0          | ?           | ?          | 3        | 0      | ?           | ?          |
| V. Prestanti  | 30       | 2       | ?           | ?          | 4            | 1            | ?            | ?            | 2          | 0          | ?           | ?          | 36       | 3      | ?           | ?          |
| G. Roselli    | 3        | 0       | ?           | ?          | 4            | 0            | ?            | ?            | 2          | 0          | ?           | ?          | 9        | 0      | ?           | ?          |
| P. Rosi       | 25       | 3       | ?           | ?          | -            | -            | -            | -            | -          | -          | -           | -          | 25       | 3      | 0+          | 0+         |
| P. Rossi      | 28       | 15      | ?           | ?          | 3            | 2            | ?            | ?            | 1          | 0          | ?           | ?          | 32       | 17     | ?           | ?          |
| G. Salvi      | 28       | 0       | ?           | ?          | 4            | 0            | ?            | ?            | 2          | 0          | ?           | ?          | 34       | 0      | ?           | ?          |
| F. Secondini  | 24       | 0       | ?           | ?          | -            | -            | -            | -            | -          | -          | -           | -          | 24       | 0      | 0+          | 0+         |
| G. Simonato   | 2        | 0       | ?           | ?          | -            | -            | -            | -            | -          | -          | -           | -          | 2        | 0      | 0+          | 0+         |
| R. Stefanello | -        | -       | -           | -          | 4            | 0            | ?            | ?            | 1          | 0          | ?           | ?          | 5        | 0      | 0+          | 0+         |
| N. Zanone     | 4        | 1       | ?           | ?          | -            | -            | -            | -            | 1          | 0          | ?           | ?          | 5        | 1      | 0+          | 0+         |